# Юліан Вайнбергер
Юліан Вайнбергер (14 лютого 1985, Відень) — австрійський футбольний арбітр. Арбітр ФІФА та УЄФА з 2018 року. Судить матчі в Бундеслізі з 2015 року.

## Суддівська кар'єра
Вайнбергер розпочав суддівство у віці 15 років і судив матчі регіональної ліги у 2008 році. Вайнбергер судить матчі другої австрійської ліги з березня 2011 року, а з березня 2015 року ігри в Бундеслізі. На сьогодні він провів близько 80 матчів у Другої Лізі та 100 матчів у Бундеслізі (станом на жовтень 2022 року). У серпні 2010 року дебютував у матчах Кубка Австрії, в якому наразі відсудив 24 гри.
16 вересня 2018 року Вайнбергер відсудив своє перше віденське дербі між «Рапідом» і «Аустрією».
З 2018 року входить до списку арбітрів ФІФА та обслуговує міжнародні футбольні матчі. Свій перший міжнародний матч на рівні збірних Вайнбергер відсудив 27 березня 2018 року, коли Алжир програв Ірану з рахунком 1–2. Під час матчу Вайнбергер показав п'ятьом гравцям жовті картки.
18 липня 2018 року Вайнбергер дебютував у єврокубках під час матчу попереднього раунду Ліги чемпіонів УЄФА між «Зріньски» (Мостар) і «Спартак» (Трнава). Матч завершився внічию 1–1, і Вайнбергер показав три жовті картки.
У сезоні 2021/22 Вайнбергер вперше відсудив гру в Лізі конференцій Європи. Він також судив матчі в Лізі націй, відбіркові матчі ЧС-2022 у Катарі та товариські поєдинки.
Вайнбергер був боковим суддею у складі команди Гаральда Лехнера на чемпіонаті Європи U-21 у Польщі 2017 року.

## Особисте життя
Вайнбергер працює поліцейським у Віденському управлінні поліції з 2007 року і зараз є дільничним інспектором.